# テクノポリス
テクノポリス（和製英語: Technopolis）は、日本における高度技術集積都市、およびそれを実現するための計画。
先端技術産業を中核とした産・学・住が一体となった街づくりを促進し、研究開発施設など各種産業基盤の事業整備等の推進を通じて、地域経済の振興と向上を目指すことを目的としている。

## 概要
通商産業省によって構想され、1983年（昭和58年）7月15日施行の高度技術工業集積地域開発促進法（昭和58年5月16日 法律第35号）、通称「テクノポリス法」によって制度化、全国26の地域が指定された。
1998年（平成10年）3月31日に閣議決定された「21世紀の国土のグランドデザイン」に基づく、同年12月18日の新事業創出促進法により、地域産業の高度化に寄与する特定事業の集積の促進に関する法律（頭脳立地法）とともに廃止されたが、テクノポリス計画は一定期間有効とされている。

## テクノポリス指定地域

### 北海道
- 道央地域
- 函館地域

### 東北地方
- 青森地域（青森県）
- 北上川流域地域（岩手県）
  - 岩手町、滝沢村、盛岡市、矢巾町、紫波町、花巻市、北上市、金ケ崎町、奥州市、平泉町、一関市
- 秋田地域（秋田県）
- 仙台北部地域（宮城県）
  - 仙台市、泉市（現・仙台市泉区）、黒川郡全4町村（富谷町（現・富谷市）・大和町・大郷町・大衡村）
- 山形地域（山形県）
- 郡山地域（福島県）
  - 郡山市、須賀川市、鏡石町、玉川村、石川町、三春町

### 関東地方
- 宇都宮地域（栃木県） - ゆいの杜

### 中部地方
- 信濃川地域（新潟県）
- 富山地域（富山県）
- 甲府地域（山梨県）
- 浅間地域（長野県）
  - 上田市、小諸市、佐久市、臼田町、軽井沢町、御代田町、東御市、坂城町
- 浜松地域（静岡県）

### 近畿地方
- 西播磨地域（兵庫県） - 播磨科学公園都市

### 中国地方
- 吉備高原地域（岡山県）
- 広島中央地域（広島県） - 広島中央テクノポリス
- 宇部地域（山口県） - 宇部フェニックステクノポリス

### 四国
- 香川地域（香川県） - 香川田園テクノポリス
- 愛媛地域（愛媛県）

### 九州
- 久留米・鳥栖地域（福岡県、佐賀県）
- 県北国東地域（大分県）
- 環大村湾地域（長崎県）
- 熊本地域（熊本県）
- 宮崎地域（宮崎県） - 宮崎SUNテクノポリス
- 国分隼人地域（鹿児島県）